# Torneio Quadrangular de Istambul de 1972
O Torneio Quadrangular de Istambul foi um torneio internacional disputado pelo Coritiba na Turquia, durante o mês de junho de 1972, junto com a Seleção da Turquia, o Fenerbahçe e a Portuguesa. A Portuguesa sagrou-se campeã do torneio, e o Coritiba foi vice.

## Jogos

### Rodada 1
| 14 de junho de 1972 | Seleção Turca | 1 – 1 | Coritiba |  |
|                     |               |       |          |  |

| 14 de junho de 1972 | Fenerbahçe | 1 – 4 | Portuguesa |  |
|                     |            |       |            |  |

### Rodada 2
| 17 de junho de 1972 | Fenerbahçe | 0 – 2 | Coritiba |  |
|                     |            |       |          |  |

| 14 de junho de 1972 | Seleção Turca | 0 – 4 | Portuguesa |  |
|                     |               |       |            |  |

### Rodada 3
| 18 de junho de 1972 | Portuguesa | 1 – 1 | Coritiba |  |
|                     |            |       |          |  |

| 18 de junho de 1972 | Fenerbahçe | 4 – 3 | Seleção Turca |  |
|                     |            |       |               |  |

## Premiação
| Torneio Quadrangular de Istambul de 1972 |
| Brasil                                   |
| ---------------------------------------- |
| PORTUGUESA Campeão (1º título)           |